# Austin Spurs 2019-2020
La stagione 2019-20 degli Austin Spurs fu la 19ª nella NBA D-League per la franchigia.
Gli Austin Spurs al momento dell'interruzione della stagione a causa della pandemia da COVID-19, erano secondi nella Southwest Division con un record di 24-18.

## Roster
| N° | Naz.                   | Ruolo | Sportivo               | Anno | Alt. | Peso |
| -- | ---------------------- | ----- | ---------------------- | ---- | ---- | ---- |
| 0  | Stati Uniti (bandiera) | GA    | Keldon Johnson         | 1999 | 196  | 100  |
| 2  | Stati Uniti (bandiera) | G     | Jeff Ledbetter         | 1988 | 191  | 88   |
| 4  | Stati Uniti (bandiera) | G     | Matt Farrell           | 1996 | 185  | 79   |
| 5  | Stati Uniti (bandiera) | A     | Dedric Lawson          | 1997 | 206  | 104  |
| 7  | Nigeria (bandiera)     | A     | Chimezie Metu          | 1997 | 211  | 102  |
| 11 | Stati Uniti (bandiera) | G     | Tevin King             | 1995 | 188  | 93   |
| 13 | Stati Uniti (bandiera) | G     | Ángel Rodríguez        | 1992 | 180  | 82   |
| 14 | Stati Uniti (bandiera) | A     | Drew Eubanks           | 1997 | 208  | 109  |
| 15 | Stati Uniti (bandiera) | G     | Quinndary Weatherspoon | 1996 | 193  | 93   |
| 19 | Croazia (bandiera)     | A     | Luka Šamanić           | 2000 | 208  | 103  |
| 24 | Stati Uniti (bandiera) | G     | Kenny Williams         | 1996 | 193  | 84   |
| 25 | Stati Uniti (bandiera) | G     | Galen Robinson         | 1997 | 185  | 86   |
| 30 | Stati Uniti (bandiera) | GA    | Jordan Green           | 1993 | 196  | 87   |
| 33 | Stati Uniti (bandiera) | C     | Kavion Pippen          | 1996 | 208  | 109  |
| 34 | Stati Uniti (bandiera) | G     | Daulton Hommes         | 1996 | 203  | 98   |

## Staff tecnico
- Allenatore: Blake Ahearn
- Vice-allenatori: Petar Božić, James Singleton, Billy Donovan III, Reece Gaines, Matt Nielsen
- Preparatore atletico: Collin DeBarbrie